# Торонто-Пірсон (аеропорт)
Міжнародний аеропорт «Торонто-Пірсон» (англ. Toronto Pearson International Airport) (фр. Aéroport international Pearson de Toronto) — державний вузловий міжнародний аеропорт у Канаді, розташований в місцевості Міссісага метрополії Торонто. Аеропорт названо на честь Лестера Пірсона, який був 14-м прем'єр-міністром Канади та отримав Нобелівську премію миру в 1957 році.
Це найбільший і найбільш завантажений аеропорт Канади. До пандемії COVID-19, яка почалася в 2020 році, це був другий аеропорт за кількістю пасажирів на міжнародних рейсах в Америці (після міжнародного аеропорту Джона Ф. Кеннеді) і 30-й за завантаженістю аеропорт у світі за пасажиропотоком. У липні 2022 року Торонто-Пірсон став відомим як найгірший аеропорт у світі за кількістю затримок.

## Історія
Розпочав роботу в 1939 році, під назвою «аеропорт Малтон» (англ. Malton Airport). В 1960 році був перейменований у «Торонтський Міжнародний аеропорт» (англ. Toronto International Airport).
В 1984 році отримав офіційну назву «Міжнародний аеропорт Торонто-Пірсон» — на честь чотирнадцятого Прем'єр-міністра Канади Лестера Пірсона (англ. Lester B Pearson).

## Інфраструктура та операції

### Злітно-посадкові смуги
Торонто-Пірсон має 5 злітно-посадкових смуг, три з яких зорієнтовані на схід — захід, а дві - у напрямку північ — південь. Велика мережа руліжних доріжок, сумарною довжиною понад 40 км, забезпечує доступ між злітно-посадковими смугами та пасажирськими терміналами, повітряними вантажними майданчиками та ангарами.

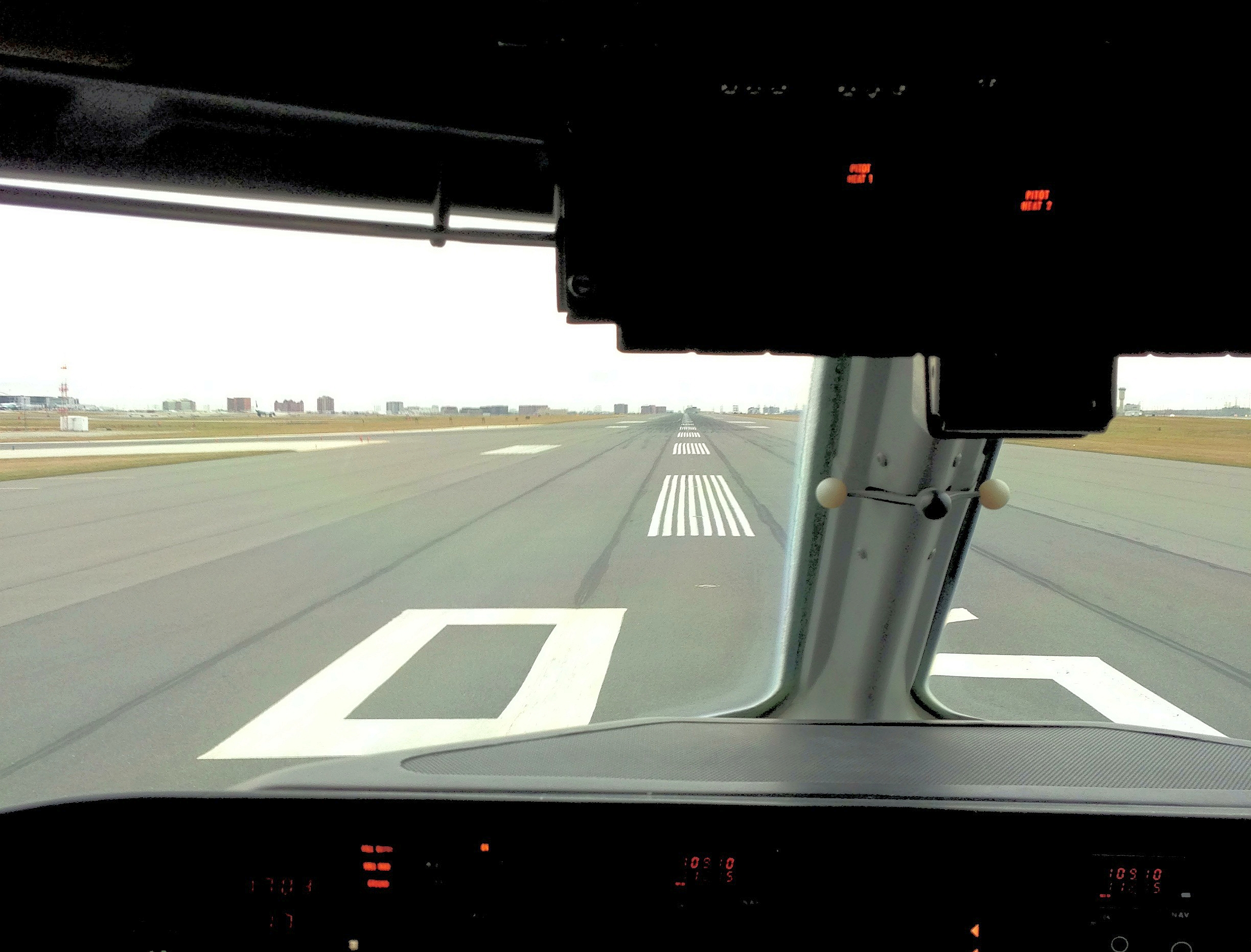
Cockpit view of runway 06R

| Номер   | Довжина   | Ширина  | ILS                          | Напрямок       |
| ------- | --------- | ------- | ---------------------------- | -------------- |
| 05/23   | 3 389.4 м | 61 метр | Cat. IIIa (05), Cat. I (23)  | Схід-Захід     |
| 06L/24R | 2 955.6 м | 61 метр | Cat. IIIa (6L), Cat. I (24R) | Схід-Захід     |
| 06R/24L | 2 743.2 м | 61 метр | Cat. I (both directions)     | Схід-Захід     |
| 15L/33R | 3 368 м   | 61 метр | Cat. I (both directions)     | Північ-Південь |
| 15R/33L | 2 770 м   | 61 метр | Cat. I (both directions)     | Північ-Південь |

### Вантажне обладнання
Торонто Пірсон обслуговує понад 50% загальної кількості міжнародних авіаперевезень у Канаді. Аеропорт має три основні вантажні об'єкти, відомі як Cargo West (Infield), Cargo East (VISTA) і Cargo North (FedEx).
Об'єкт Cargo West (також відомий як вантажний район для інфільованих вантажів) розташований між злітними смугами 15L / 33R та 15R / 33L. Це об'єкт з декількома орендарями, у тому числі три великі будівлі, площею 52,600 квадратних метрів складу, універсальним вантажним паркінгом, паркінгом для автомобілів та майновим майданчиком. Тунель із чотириполосним транспортним способом з'єднує вантажну частину нафтопродуктів з пасажирським терміналом в аеропорту.
Територія Cargo East (також відома як вантажна зона VISTA) розташована на північ від Терміналу 3. Круглий стіл VISTA є об'єктом з кількома орендарями, що складаються з кількох будівель, розміщених у форматі U з площею 29 500 квадратних метрів складського простору та сусіднього вантажного перона.
Компанія Cargo North є канадським центром для FedEx Express. Вона займає територію, розташовану на північній стороні аеропорту під землею навколо злітно-посадкової смуги 05/23, і складається з двох будівель, які експлуатуються виключно компанією FedEx, площею 32100 квадратних метрів складського приміщення та спеціальним вантажним паркінгом.

### Інше обладнання
Аеропорт має сім ремонтних ангарів, що експлуатуються Air Canada, Air Transat, Westjet та GTAA, які використовуються для технічного обслуговування літальних апаратів та регулярних перевірок літаків. На північному кінці аеродрому є численні ангари для приватних та чартерних літаків, а також пасажирські приміщення та послуги з технічного обслуговування.

## Авіалінії та напрямки, листопад 2022

### Пасажирські
| Авіакомпанія                    | Пункт призначення | Джерела |
| ------------------------------- | --- | ------- |
| Aer Lingus                      | Дублін | [ 10 ]  |
| Aeroméxico                      | Мехіко | [ 11 ]  |
| Air Canada                      | Амстердам, Барбадос, Богота, Буенос-Айрес-Есейса, Ванкувер, Великий Кайман, Відень, Вікторія, Вінніпег, Вйо-Фор, Галіфакс, Гонконг, Гуанакасте, Делі, Денвер, Доха, Дубай, Дублін, Едмонтон, Калгарі, Канкун, Копенгаген, Ліма, Лісабон, Лондон-Гітроу, Лос-Анджелес, Мадрид, Мехіко, Маямі, Монреаль-Трюдо, Мюнхен, Нью-Йорк-Ла-Гуардія, Орландо, Оттава, Париж — Шарль де Голль, Пекін — Шоуду, Піарко, Провіденсьялес, Пуерто-Вальярта, Реджайна, Рим-Ф'юмічіно, Сент-Джонс, Солт-Лейк-Сіті, Сан-Дієго, Сан-Франциско, Сантьяго, Сан-Паулу-Гуарульюс, Саскатун, Сеул, Сіетл-Такома, Тель-Авів, Токіо-Наріта, Франкфурт, Цюрих, Чикаго-О'Гара, Шанхай-Пудун Сезонний: Афіни, Барселона, Беліз, Венеція, Гонолулу, Единбург, Ексума, Кахулуї, Манчестер, Мумбаї, Нанаймо, Палм-Біч, Портленд (Орегон), Пунта-Кана, Рейк’явік, Сен-Мартен, Сан-Хуан (Пуерто-Рико) | [ 12 ]  |
| Air Canada Express              | Атланта, Балтимор, Бостон, Вашингтон-Даллес, Вашингтон-Рейган, Віндзор Г'юстон-Джордж Буш, Даллас/Форт-Верт, Детройт, Індіанаполіс, Клівленд-Гопкінс, Колумбус, Лондон (Онтаріо), Мілвокі, Міннеаполіс, Монктон, Монреаль-Трюдо, Нашвілл, Ньюарк-Ліберті, Новий Орлеан, Норт-Бей, Остін-Бергстрем, Піттсбург, Ролі, Садбері, Сент-Джон, Сент-Луїс, Сідней (Канада), Су-Сент-Марі, Тіммінс, Філадельфія, Фредериктон, Цинциннаті, Чикаго-О'Гара, Шарлотт-Дуглас, Шарлоттаун Сезонний: Гандер, Бредлі, Канзас-Сіті, Мон-Трамблан | [ 12 ]  |
| Air Canada Rouge                | Антигуа, Аруба, Барбадос, Бермуди, Варадеро, Гавана, Дір-Лейк, Кайо-Коко, Квебек, Келоуна, Кінгстаун-Арджайл, Кінгстон, Кюрасао, Лас-Вегас, Монтего-Бей, Нассау, Ольгін, Орландо, Панама-Токумен, Південно-Західна Флорида, Пуерто-Плата, Реджайна, Сан-Хосе (Коста-Рика), Санта-Клара, Сент-Джорджес, Тампа, Фінікс — Скай-Гарбор, Форт-Лодердейл-Голлівуд, Форт-МакМеррей Сезонний: Ікстапа-Сіуатанехо, Косумель, Лос-Кабос, Палм-Спрінгс, Пунта-Кана, Самана, Сарасота, Сент-Кіттс, Тандер-Бей, Уатулько | [ 12 ]  |
| Air France                      | Париж-Шарль де Голль | [ 13 ]  |
| Air India                       | Делі | [ 14 ]  |
| Air North                       | Сезонний: Вайтгорс, Єлловнайф | [ 15 ]  |
| Air Transat                     | Ванкувер, Варадеро, Венеція, Глазго, Загреб, Канкун, Лісабон, Лондон-Гатвік, Манчестер, Монтего-Бей, Монреаль-Трюдо, Ольгін, Орландо, Порту, Пуерто-Плата, Пунта-Кана, Самана, Санта-Клара, Фару, Форт-Лодердейл-Голлівуд, Хардінес-дель-Рей Сезонний: Амстердам, Афіни, Барселона, Калгарі, Картахена, Дублін, Ламеція-Терме, Ла-Романа, Гуанакасте, Париж-Шарль де Голль, Пуерто-Вальярта, Ріо-Ато, Рим-Ф'юмічіно, Сен-Мартен, Сан-Хосе (Коста-Рика), Сан-Хуан (Пуерто-Рико) | [ 16 ]  |
| American Airlines               | Даллас-Форт-Верт, Маямі, Чикаго-О'Гара, Шарлотт-Дуглас | [ 17 ]  |
| American Eagle                  | Бостон, Вашингтон-Рейган, Шарлотт, Чикаго-О'Хара, Нью-Йорк-Ла-Гуардія, Філадельфія | [ 17 ]  |
| Avianca                         | Богота | [ 18 ]  |
| Avianca El Salvador             | Сан-Сальвадор | [ 18 ]  |
| Azores Airlines                 | Понта-Делгада Сезонний: Терсейра | [ 19 ]  |
| Biman Bangladesh Airlines       | Дакка | [ 21 ]  |
| British Airways                 | Лондон-Гітроу | [ 22 ]  |
| Canada Jetlines                 | Калгарі, | [ 23 ]  |
| Canadian North                  | Сезонний: Ікалуїт | [ 24 ]  |
| Caribbean Airlines              | Джорджтаун (Гаяна), Кінгстон, Піарко | [ 25 ]  |
| Cathay Pacific                  | Гонконг | [ 26 ]  |
| China Eastern Airlines          | Шанхай-Пудун | [ 27 ]  |
| China Southern Airlines         | Гуанчжоу | [ 28 ]  |
| Condor                          | Франкфурт | [ 29 ]  |
| Copa Airlines                   | Панама-Токумен | [ 30 ]  |
| Delta Air Lines                 | Атланта, Солт-Лейк-Сіті | [ 31 ]  |
| Delta Connection                | Детройт, Міннеаполіс, Нью-Йорк-Дж. Кеннеді, Нью-Йорк-Ла-Гуардія | [ 31 ]  |
| EgyptAir                        | Каїр | [ 32 ]  |
| Emirates                        | Дубай | [ 33 ]  |
| Ethiopian Airlines              | Аддис-Абеба | [ 34 ]  |
| Etihad Airways                  | Абу-Дабі | [ 35 ]  |
| Eurowings Discover              | Сезонний: Франкфурт | [ 36 ]  |
| EVA Air                         | Тайвань-Таоюань | [ 37 ]  |
| Flair Airlines                  | Абботсфорд, Ванкувер, Вікторія, Вінніпег, Галіфакс, Едмонтон, Калгарі, Канкун, Лас-Вегас-Гаррі Рід, Монреаль-Трюдо, Нашвілл, Саскатун, Сент-Джон, Тандер-Бей, Форт-Лодердейл-Голлівуд, Шарлоттаун Сезонний: Орландо-Сенфорд, Палм-Спрінгс, Фінікс-Меса | [ 38 ]  |
| Icelandair                      | Рейк'явік-Кеплавік | [ 39 ]  |
| Interjet                        | Канкун, Мехіо | [ 40 ]  |
| KLM                             | Амстердам | [ 41 ]  |
| Korean Air                      | Сеул-Інчхон | [ 42 ]  |
| LOT                             | Варшава-Шопен | [ 43 ]  |
| Lufthansa                       | Франкфурт Сезонний: Мюнхен | [ 44 ]  |
| Lynx Air                        | Ванкувер, Вінніпег, Калгарі, Едмонтон, Галіфакс, Сент-Джонс | [ 45 ]  |
| OWG                             | Варадеро, Ольгін, Санта-Клара, Хардінес-дель-Рей | [ 46 ]  |
| Pakistan International Airlines | Ісламабад, Карачі, Лахор | [ 47 ]  |
| Philippine Airlines             | Маніла | [ 48 ]  |
| Royal Jordanian                 | Амман | [ 49 ]  |
| Scandinavian Airlines           | Сезонний: Копенгаген, Стокгольм-Арланда | [ 51 ]  |
| Sunwing Airlines                | Антигуа, Аруба, Варадеро, Канкун, Масатлан, Монтего-Бей, Ольгін, Пуерто-Вальярта, Пуерто-Плата, Пунта-Кана, Ріо-Ато, Санта-Клара, Сеан-Хосе-дель-Кабо, Сент-Люсія, Сен-Мартен, Хардінес-дель-Рей Сезонний: Акапулько, Ванкувер, Гандер, Гренада, Гуанакасте, Кайо-Ларго-дель-Сюр, Мансанільйо, Маямі, Орландо, Роатан, Сент-Джонс, Стівенвілл | [ 52 ]  |
| Swoop                           | Абботсфорд, Вікторія, Галіфакс, Едмонтон, Канкун, Клірвотер, Келоуна, Кінгстон, Монтего-Бей, Нашвілл, Орландо-Сенфорд, Пунта-Кана, Сезонний: Вінніпег, Дір-Лейк, Лас-Вегас-Гаррі Рід, Пуерто-Вальярта, Реджайна, Сент-Джон, Сан-Хосе-дель-Кабо, Саскатун, Шарлоттаун | [ 53 ]  |
| TAP Portugal                    | Лісабон | [ 54 ]  |
| Turkish Airlines                | Стамбул | [ 55 ]  |
| United Airlines                 | Г'юстон-Джордж Буш, Денвер, Сан-Франциско, Чикаго-О'Гара | [ 56 ]  |
| United Express                  | Вашингтон-Даллес, Г'юстон-Джордж Буш, Ньюарк-Ліберті, Чикаго-О'Гара | [ 56 ]  |
| WestJet                         | Антигуа, Аруба, Ванкувер, Варадеро, Великий Кайман, Вінніпег, Галіфакс, Гуанакасте, Едмонтон, Калгарі, Канкун, Лас-Вегас-Гаррі Рід, Лос-Анджелес, Монтего-Бей, Монреаль-Трюдо, Нассау, Нью-Йорк-Ла-Гуардія, Орландо, Оттава, Південно-Західна Флорида, Пуерто-Вальярта, Пуерто-Плата, Пунта-Кана, Реджайна, Сент-Джонс, Сент-Люсія, Сен-Мартен, Саскатун, Тампа, Форт-Лодердейл-Голлівуд, Сезонний: Барбадос, Беліз, Бермуди, Глазго, Дублін, Единбург, Комокс, Косумель, Мерида, Ольгін, Провіденсьялес, Роатан, Самана, Сан-Хуан (Пуерто-Рико), Сідней (Канада), Уатулько, Хардінес-дель-Рей, Шарлоттаун | [ 57 ]  |
| WestJet Encore                  | Лондон (Онтаріо), Монктон, Монреаль-Трюдо, Нашвілл, Оттава, Тандер-Бей Сезонний: Чикаго-О'Гара | [ 57 ]  |

### Вантажні
| Авіакомпанія         | Пункт призначення | Вантажний центр |
| -------------------- | --- | --------------- |
| Air Canada Cargo     | Галіфакс, Гвадалахара Кельн/Бонн, Кіто, Ліма, Мадрид, Маямі, Мехіко, Сент-Джонс Стамбул, Франкфурт                                    | Cargo West      |
| Cathay Pacific Cargo | Анкоридж, Гонконг, Нью-Йорк-Дж. Кеннеді                                                                                               | VISTA           |
| FedEx Express        | Ванкувер, Вінніпег, Калгарі, Едмонтон, Індіанаполіс, Мемфіс, Міннеаполіс, Монреаль-Мірабель, Норт-Бей, Су-Сент-Марі, Садбері, Тіммінс | FedEx           |
| Korean Air Cargo     | Анкоридж, Нью-Йорк-Дж. Кеннеді, Сеул-Інчхон                                                                                           | Cargo West      |
| Lufthansa Cargo      | Франкфурт | Cargo West      |
| TAP Air Portugal     | Лісабон, Сарагоса | VISTA           |
| Turkish Cargo        | Нью-Йорк-Дж. Кеннеді, Стамбул, Чикаго-О'Гара                                                                                          | VISTA           |
| UPS Airlines         | Анкоридж, Луїсвілл | VISTA           |

## Статистика

### Річний трафік
Див. джерело запитів Вікіданих та джерела.
| Рік  | Загальна кількість пасажирів | % Зміна | На внутрішніх авіаперельотахc | % Зміна | Транскордоннийc | % change | На міжнародних авіаперельотахc | % Зміна |
| ---- | ---------------------------- | ------- | ----------------------------- | ------- | --------------- | -------- | ------------------------------ | ------- |
| 2017 | 47,130,358                   | ▲ 6.3%  | 17,475,217                    | ▲ 3.4%  | 12,855,891      | ▲ 6.6%   | 16,799,250                     | ▲ 9.3%  |
| 2016 | 44,335,198                   | ▲ 8.0%  | 16,906,560                    | ▲ 6.6%  | 12,054,296      | ▲ 8.1%   | 15,374,342                     | ▲ 9.6%  |
| 2015 | 41,036,847                   | ▲ 6.4%  | 15,859,289                    | ▲ 4.4%  | 11,154,435      | ▲ 6.2%   | 14,023,123                     | ▲ 8.9%  |
| 2014 | 38,571,961                   | ▲ 6.8%  | 15,192,126                    | ▲ 5.6%  | 10,506,070      | ▲ 6.8%   | 12,874,220                     | ▲ 8.3%  |
| 2013 | 36,107,306                   | ▲ 3.4%  | 14,385,001                    | ▲ 5.4%  | 9,838,121       | ▲ 3.9%   | 11,884,184                     | ▲ 0.7%  |
| 2012 | 34,911,850                   | ▲ 4.4%  | 13,646,163                    | ▲ 4.3%  | 9,464,858       | ▲ 5.4%   | 11,800,829                     | ▲ 3.7%  |
| 2011 | 33,435,277                   | ▲ 4.7%  | 13,078,513                    | ▲ 2.7%  | 8,979,103       | ▲ 4.1%   | 11,377,661                     | ▲ 7.6%  |
| 2010 | 31,936,098                   | ▲ 5.2%  | 12,730,680                    | ▲ 0.1%  | 8,628,851       | ▲ 6.9%   | 10,576,567                     | ▲ 10.6% |
| 2009 | 30,368,339                   | ▼ -6.0% | 12,730,047                    | ▼ -7.8% | 8,074,027       | ▼ -8.3%  | 9,564,265                      | ▼ -1.5% |
| 2008 | 32,334,831                   | ▲ 2.8%  | 13,812,866                    | ▲ 0.5%  | 8,805,898       | ▼ -0.8%  | 9,716,067                      | ▲ 10.1% |
| 2007 | 31,446,199                   | ▲ 2.1%  | 13,744,155                    | ▲ 3.3%  | 8,879,180       | ▼ -0.3%  | 8,822,864                      | ▲ 2.8%  |
| 2006 | 30,794,581                   | ▲ 2.9%  | 13,309,531                    | ▲ 3.1%  | 8,906,324       | ▲ 1.2%   | 8,578,726                      | ▲ 4.6%  |
| 2005 | 29,914,750                   | ▲ 4.5%  | 12,906,457                    | ▲ 2.1%  | 8,803,505       | ▲ 4.5%   | 8,204,788                      | ▲ 8.6%  |
| 2004 | 28,615,981                   | ▲ 15.7% | 12,636,748                    | ▲ 14.6% | 8,422,537       | ▲ 15.1%  | 7,556,696                      | ▲ 18%   |
| 2003 | 24,739,312                   | ––––    | 11,021,760                    | ––––    | 7,316,287       | ––––     | 6,401,265                      | ––––    |